# Model układu słuchowego
Model układu słuchowego – matematyczny lub numeryczny model, w maksymalnym stopniu naśladujący swym działaniem pracę rzeczywistego układu słuchowego.

## Wstęp
Badania nad modelowaniem systemu słuchowego człowieka (również ssaków) skupiają się w większości przypadków na analizie funkcjonowania ucha wewnętrznego oraz wybranych fragmentów niższych pięter części nerwowej bądź też na modelowaniu subiektywnych odczuć słuchaczy. W systemie słuchowym trudno jest jednoznacznie wydzielić segmenty pełniące oddzielne funkcje. Oczywiście, bardzo dużo już wiemy na temat narządu słuchu (szczególnie jego części peryferyjnej), jednak gdy przychodzi do ustalania konkretnych modeli fragmentów ucha i wskazywania granic pomiędzy nimi, ujawnia się rozbieżność zdań u wielu badaczy. Dodatkowym problemem jest również słaba znajomość procesów zachodzących na wyższych (kognitywnych) poziomach systemu słuchowego.

## Trzy podejścia do modelowania słuchu
- podejście psychoakustyczne,
- podejście fizjologiczne,
- podejście mieszane psychoakustyczno-fizjologiczne.

### Podejście psychoakustyczne
W tej grupie wytyczne do modelowania pochodzą z pomiarów psychoakustycznych, w których słuchacze oceniają wrażenia wywołane różnymi sygnałami testowymi prezentowanymi w określonym kontekście. Model przetwarza sygnał w taki sposób, aby jego wyjście stanowiło predykcję ocen subiektywnych słuchaczy, bez szczegółowego wnikania w fizjologiczne podstawy tych reakcji. Zjawiskami słuchowymi najczęściej wykorzystywanymi w modelowaniu psychoakustycznym są maskowanie dźwięków, percepcja wysokości dźwięków oraz dyskryminacja modulacji amplitudy.

### Podejście fizjologiczne
W modelach zrealizowanych zgodnie z podejściem fizjologicznym system słuchowy dzieli się na segmenty dające się wyodrębnić fizjologicznie, a następnie konstruuje się dla nich odrębne modele matematyczne.

### Podejście mieszane
W modelach tego typu system słuchowy dzieli się na segmenty dające się wyodrębnić bądź fizjologicznie, bądź funkcjonalnie, a następnie dla każdego z układów opracowuje się model matematyczny wyprowadzony z analizy fizjologicznej lub na podstawie wyników eksperymentów psychoakustycznych. Zwykle modele części peryferyjnej mają pochodzenie fizjologiczne, natomiast modele procesów zachodzących na wyższych poziomach systemu słuchowego opracowuje się na podstawie eksperymentów psychoakustycznych. Zależnie od kontekstu eksperymentów, których wyniki posłużyły do weryfikacji danego modelu, w jego skład mogą wchodzić różne moduły. Również wartości poszczególnych parametrów modeli podawane w pracach różnych badaczy mogą znacznie różnić się między sobą. Stan taki wynika z niedokładnego rozpoznania modelu słuchu oraz z różnego grupowania w modelach procedur przetwarzania sygnału w systemie słuchowym.

## Trudności w opracowywaniu modeli
Szczególnym problemem przy opracowywaniu nowych modeli układu słuchowego jest modelowanie przetwarzania sygnału na wyższych poziomach układu słuchowego, gdzie wraz ze zmianą warunków eksperymentów procesy ulegają reorganizacji, wpływając poprzez pętlę sprzężenia zwrotnego na parametry układu peryferyjnego. Reorganizacja tego typu ma swoje uzasadnienie w koncepcji tak zwanych modów percepcji słuchowej. W tej koncepcji przyjmuje się, że podczas słuchania np. mowy system słuchowy automatycznie uruchamia mod wyspecjalizowany do odbioru tego złożonego, a jakże ważnego dla człowieka sygnału.
Brak do dziś jednoznacznego i powszechnie akceptowalnego modelu układu słuchowego jest silnym bodźcem do proponowania i poszukiwania nowych rozwiązań. Dopiero mając taki model będziemy mogli powiedzieć, że rozumiemy pracę tego jak naprawdę działa nasz narząd słuchu. Z drugiej strony, w wielu zastosowaniach ze względu na złożoność obliczeniową szczegółowych modeli numerycznych poszukuje się modeli uproszczonych, co pozwoliłoby na zmniejszenie zapotrzebowania na moc obliczeniową, a dzięki temu na upowszechnienie zastosowania tego modelu w urządzeniach powszechnego użytku (np. dyktafonach i innych urządzeniach rejestrujących).

## Numeryczne modele układu słuchowego
Różne modele układu słuchowego doczekały się implementacji głównie w języku C i MATLAB-ie, z których wiele funkcjonuje jako wolne oprogramowanie. Pozwala to na szybkie zapoznanie się ze szczegółami modelowania układu słuchowego oraz swobodne opracowywanie nowych modeli na bazie już istniejących.